# Силва, Рейналдо Маноэл да
Рейна́лдо Маноэ́л да Си́лва, более известный как просто Рейна́лдо (порт. Reinaldo Manoel da Silva) (род. 28 сентября 1989, Порту-Калву, штат Алагоас) — бразильский футболист, левый фланговый защитник клуба «Сан-Паулу».

## Биография
Рейналдо относительно поздно начал профессиональную карьеру. До 20 лет он совмещал игры в мини-футбол, а затем в футбол, с помощью своему брату в качестве каменщика. В 2009 году ему удалось закрепиться в молодёжке «Атлетико Сорокабы». В 2010 году он начал играть на взрослом уровне в «Пенаполенсе», но уже в следующем году защитник стал очень быстро прибавлять в мастерстве, и сначала на правах аренды играл за «Паулисту», а затем за «Спорт Ресифи». Именно в этой команде он дебютировал на высшем уровне — 27 мая 2012 года в матче чемпионата Бразилии против «Сантоса» его команда в гостях сыграла вничью 0:0.
В мае 2013 года Рейналдо отправился в аренду в «Сан-Паулу», где сначала рассматривался в качестве дублёра, но очень быстро вытеснил более опытных конкурентов, в том числе аргентинца Клементе Родригеса, и стал твёрдым игроком основы. В 2014 году защитник стал играть за «трёхцветных» реже, но всё равно помог команде занять второе место в чемпионате Бразилии. В 2016 году на правах аренды выступал за «Понте-Прету». В 2017 году Рейналдо вновь отправился в аренду — на этот раз в «Шапекоэнсе», команду, которая в ноябре 2016 года почти в полном составе разбилась в авиакатастрофе в Колумбии. Вместе с «Шапе» левый защитник выиграл чемпионат штата Санта-Катарина и попал в символическую сборную турнира. В 2018 году Рейналдо вернулся в «Сан-Паулу», где вновь стал твёрдым игроком основы.
В 2021 году помог «Сан-Паулу» выиграть чемпионат штата, попав в символическую сборную турнира. По итогам сезона Рейналдо стал лидером «трёхцветных» по результативным передачам (11). Он занял пятое место в команде по числу сыгранных матчей за календарный год.

## Титулы и достижения
Командные
- Чемпион штата Сан-Паулу (1): 2021
- Обладатель Кубка Паулисты (1): 2011
- Чемпион штата Санта-Катарина (1): 2017
- Вице-чемпион Бразилии (1): 2014

Личные
- Участник символической сборной Лиги Паулисты (1): 2021
- Участник символической сборной Лиги Катариненсе (1): 2017